# Draba supranivalis
Draba supranivalis är en korsblommig växtart som beskrevs av Franz Josef Ivanovich Ruprecht. Draba supranivalis ingår i släktet drabor, och familjen korsblommiga växter. Inga underarter finns listade i Catalogue of Life.